# Cleora arenacea
Cleora arenacea là một loài bướm đêm trong họ Geometridae.